# Walter Roland
Walter Frans Roland (Antwerpen, 14 oktober 1922 – Deurne, 13 februari 2024) was een Vlaams schrijver. Hij publiceerde in de jaren 60 en 70 van de 20e eeuw. Hij schreef een tiental romans en enkele journalistieke werken. Hij werkte als rijinstructeur en opticien.

## Biografie
Walter Roland liep school in het Sint-Jan Berchmanscollege in Antwerpen. Daar werd hij lid van de Vlaamse Studentenbond. Tijdens de Tweede Wereldoorlog werd hij lid van de Nationaal-Socialistische Jeugd Vlaanderen. In 1944 sloot hij zich aan bij de SS-Sturmbrigade Langemarck en vocht aan het oostfront. Hij werd veroordeeld tot vijftien jaar celstraf, waarvan hij er vijf effectief uitzat. Tot 1962 had hij een publicatieverbod.
In veel van zijn werken staat de oorlogsthematiek centraal. Dit is bijvoorbeeld het geval in het boek Art. 113, een dagboekroman over Vlaamse oostfrontstrijders.
Voor 1979 kreeg Roland van de Vlaamse Raad een schrijverstoelage van 50.000 frank. Dezelfde Vlaamse Raad kocht in 1980 175 exemplaren van zijn boek Ik haat mijn psychiater.
Ik verwerp elk arbitrair systeem, elke kunstmatige hiërarchie. Een gezag dat niet meer voldoet moet je stante pede kunnen verwijderen ... [Ik pleit voor] geweldloze anarchie, een onvoorwaardelijk geloof in de mens zoals Proudhon en Tolstoj dat gepredikt hebben.— Interview met Walter Roland, 't Pallieterke, 4/12/1975, p.14.
Walter Roland overleed op 13 februari 2024 op 101-jarige leeftijd.